# Friedhof Molln

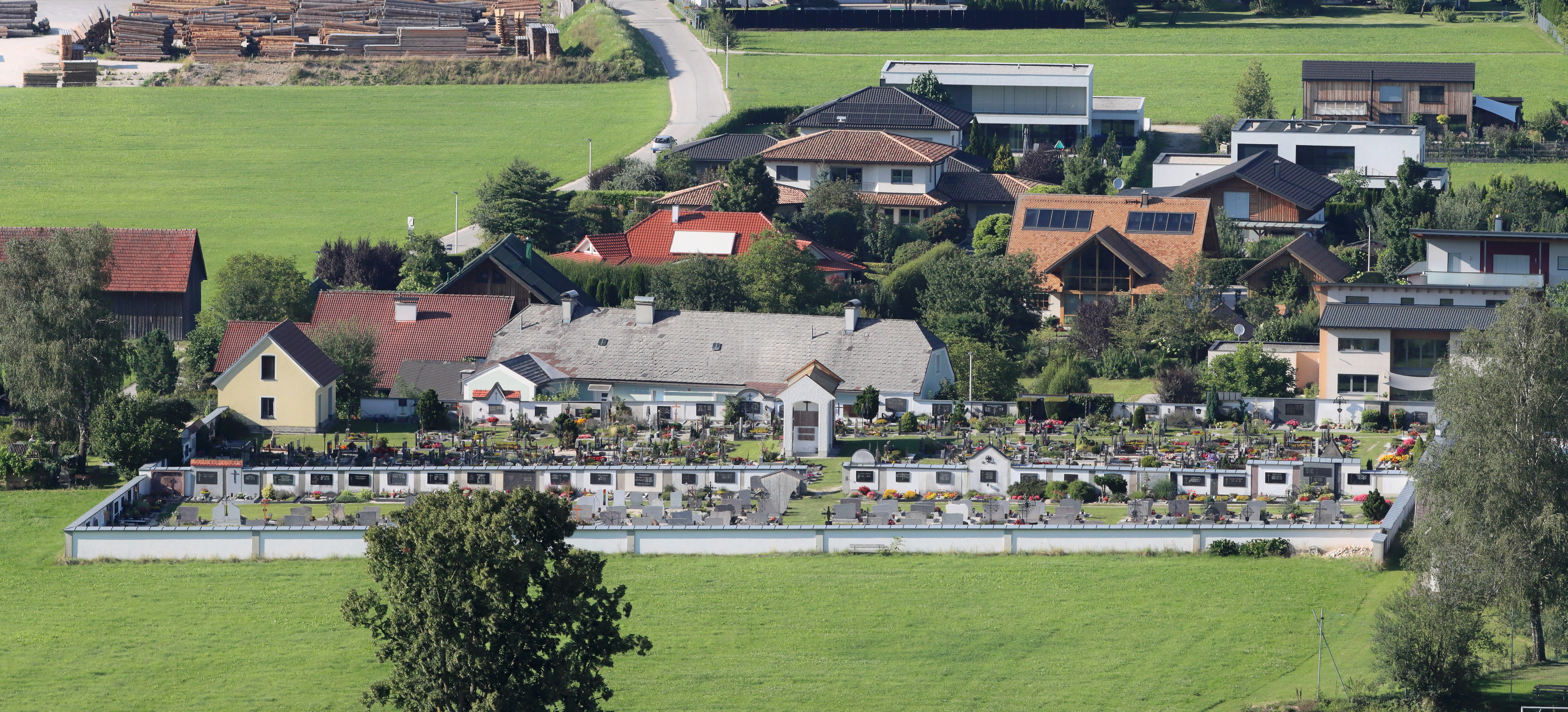
Blick vom Hang des Rammelspitzes

Der Friedhof Molln wurde im Jahr 1806 in der Marktgemeinde Molln in Oberösterreich angelegt und steht unter Denkmalschutz (Listeneintrag).

## Lage
Der Friedhof befindet sich in der Schulstraße direkt gegenüber der Volksschule und der Mittelschule Molln und etwa 100 Meter westlich der Pfarrkirche Molln und des Pfarrhofes Molln.

## Geschichte
Ursprünglich befand sich der Friedhof rund um die Kirche herum. Nachdem Kaiser Joseph II. die Einrichtung separater Friedhöfe verordnet hatte, wurde auch in Molln der Friedhof am heutigen Standort angelegt und am 23. März 1806 eingeweiht. Am freigewordenen Platz rund um die Kirche wurden bis zu acht Verkaufsläden aufgebaut. Reste dieser Verkaufsstände sind noch an der Schmalseite des Hauses zu sehen, in dem der Schuhmacher Anton Lintner seine Werkstätte hatte und das die Urzelle der großen Schuhfabrik Dachstein darstellte.

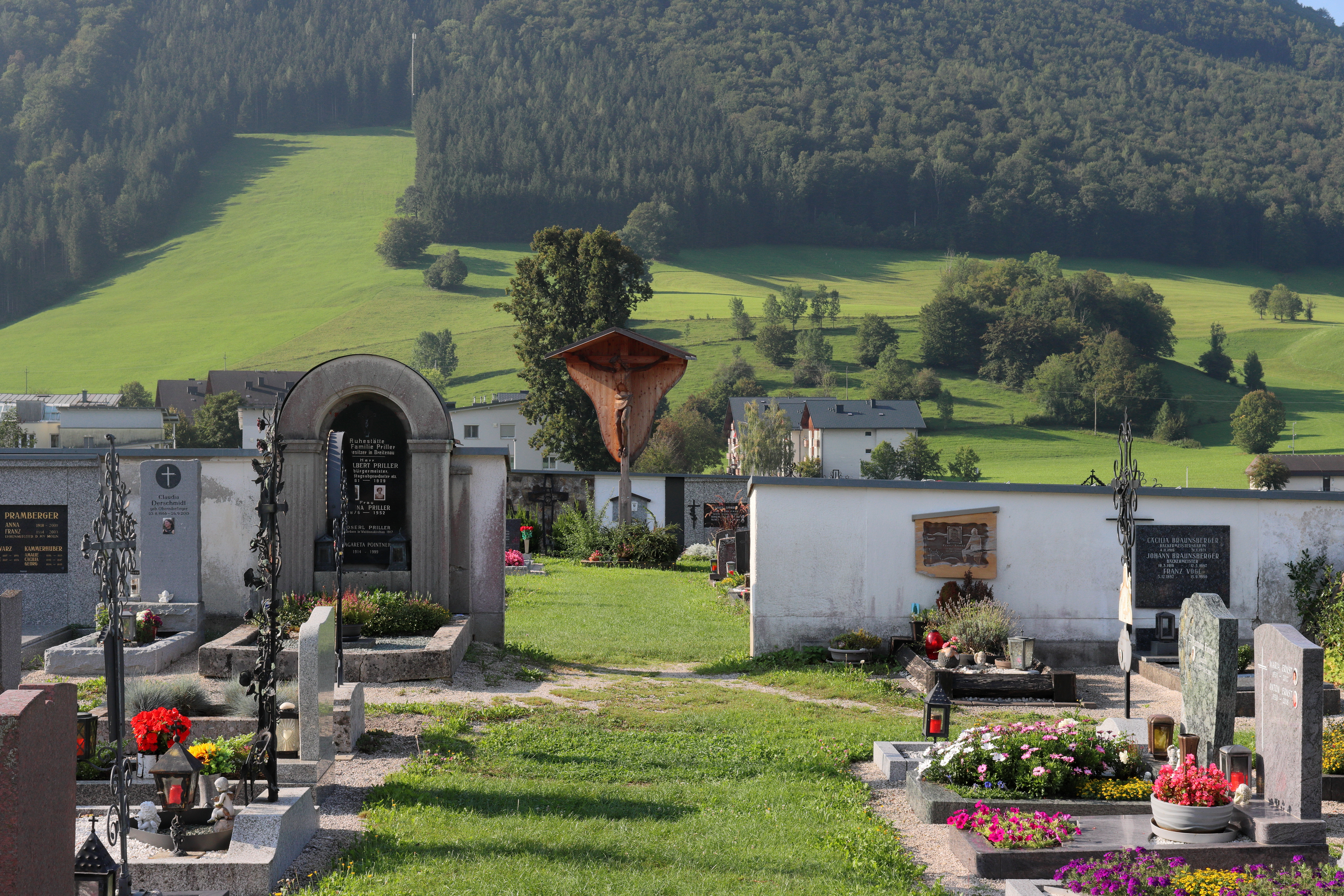
Blick vom ersten in den zweiten Abschnitt mit dem Holzkreuz (August 2024)

Im Jahr 1965 wurde der Friedhof nach Süden hin um eine 75 mal 25 Meter große Fläche erweitert, und in der Mitte wurde ein großes Holzkreuz aufgestellt, das von der Werkstätte Klothilde Rauch in Altmünster angefertigt worden war.

## Beschreibung
Das etwa 75 mal 62 Meter große, rechteckige Friedhofsgelände ist von einer Mauer umgeben. Der Haupteingang befindet sich an der nordöstlichen Ecke des Friedhofs.

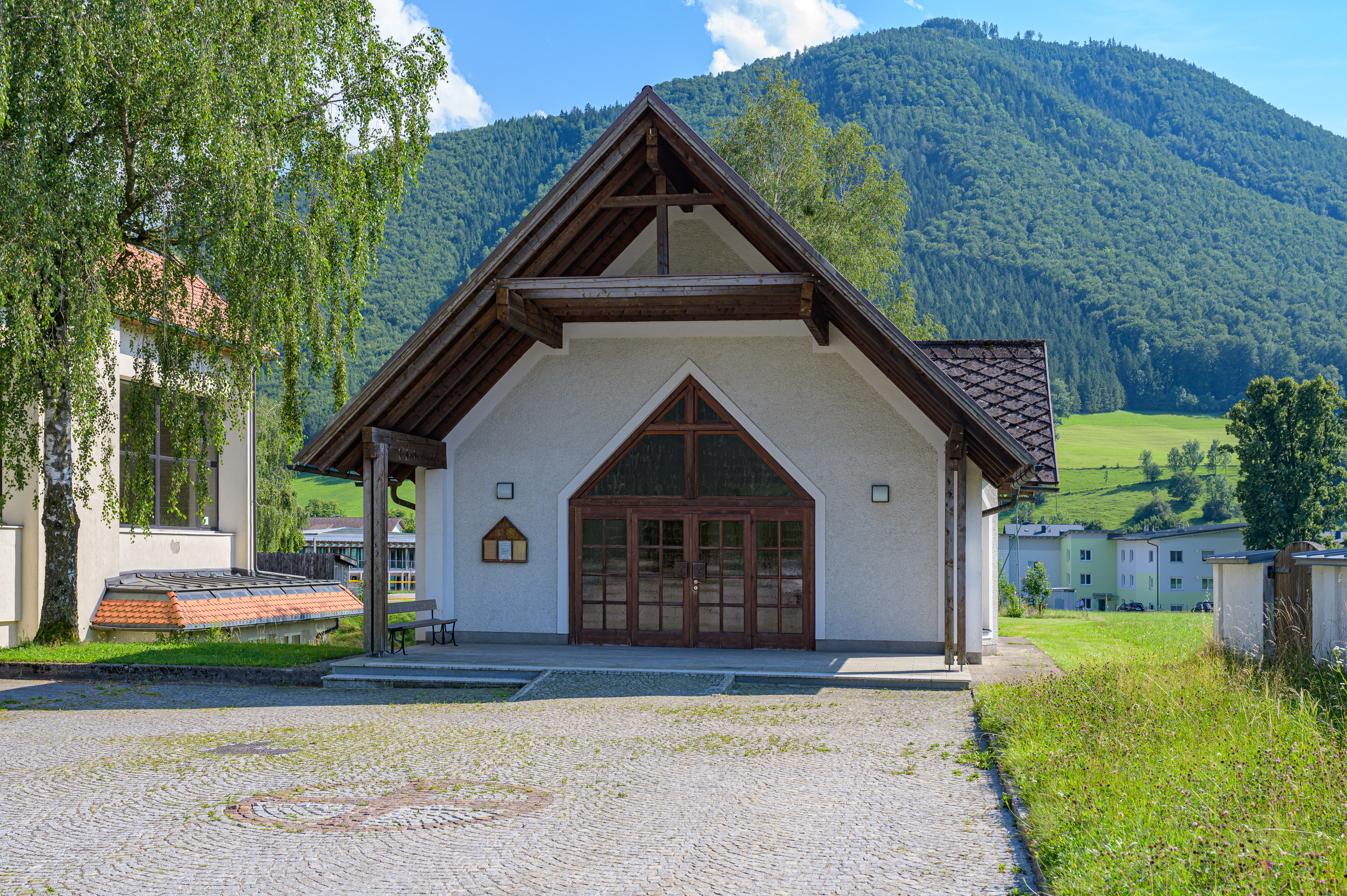
Aufbahrungshalle
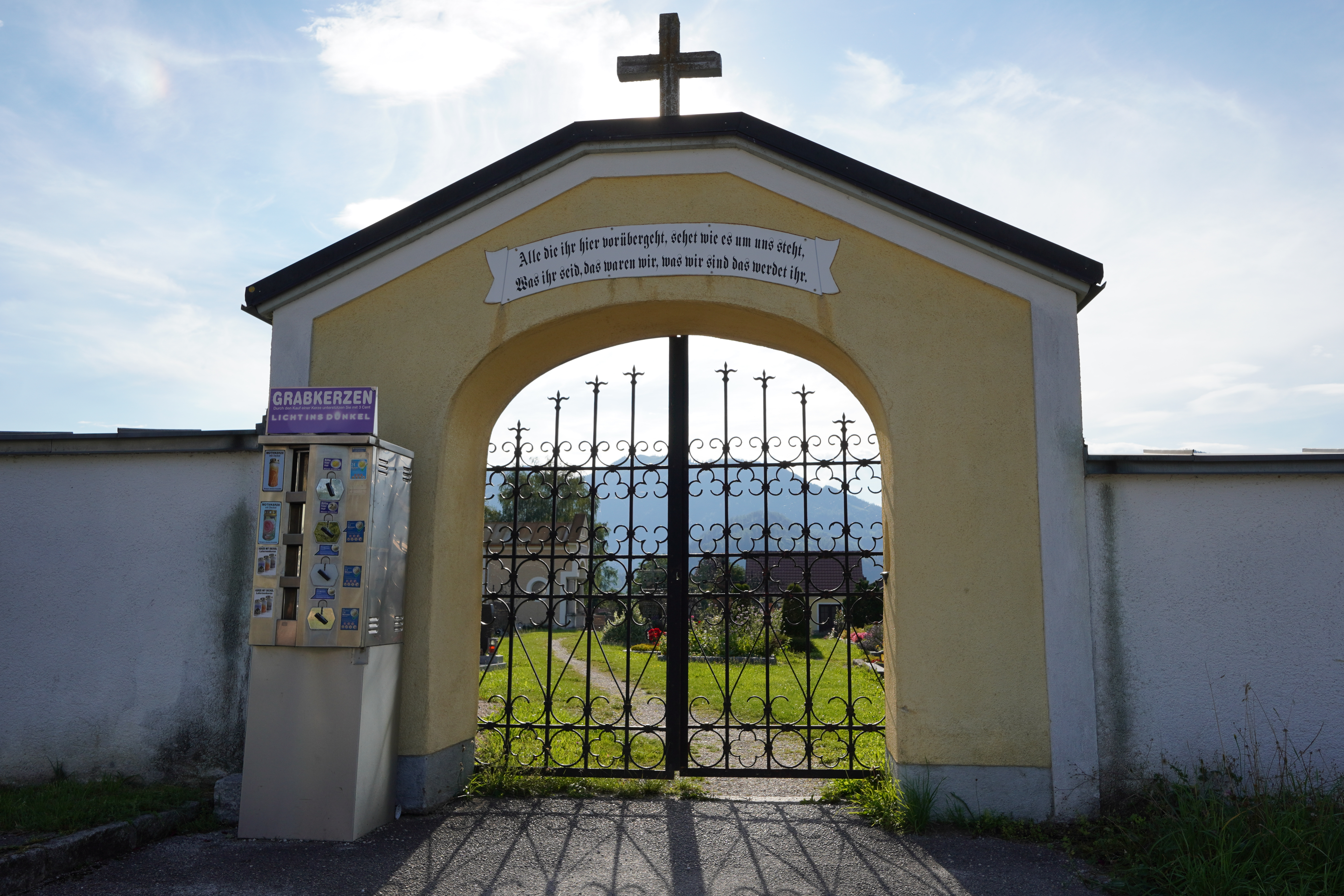
Friedhofstor